# Harald Kiesel
Harald Kiesel (* 1962) ist ein deutscher Journalist, Verleger, Autor und Moderator.
Nach dem Abitur studierte Kiesel Journalistik. Er arbeitete als Hörfunk- u. Zeitschriftenredakteur, Pressesprecher sowie Cheflektor, Programm- und Verlagsleiter und ist heute Verleger.
Seit 1990 schreibt er Kinderbücher und Sachbücher und hält zahlreiche Lesungen. Seine Veranstaltungen heißen KinderBuchShow.   